# Войовничий безвірник (газета)

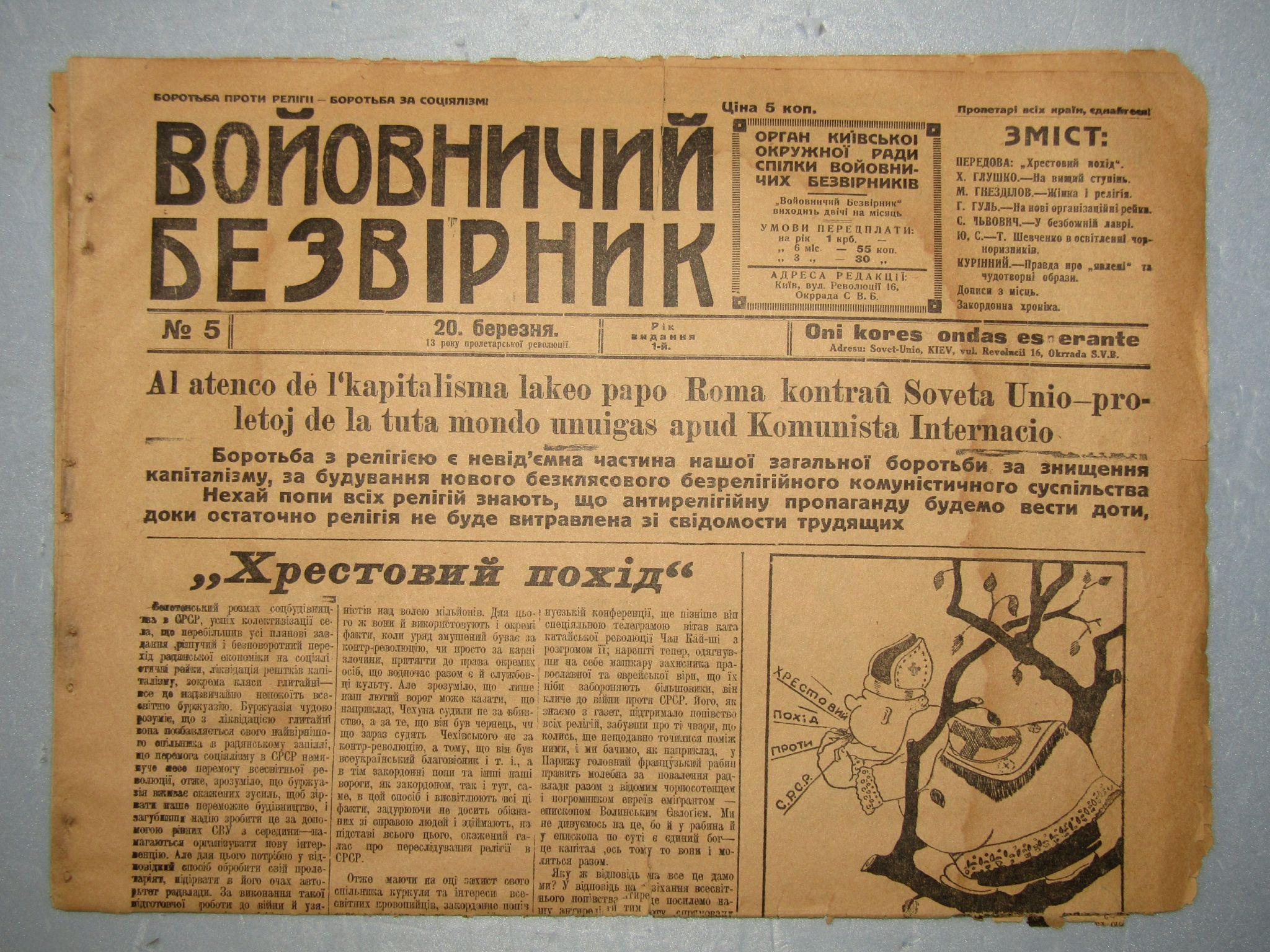
Газета Войовничий безвірник №5 20 березня 13 роки революції (1929)

Войовничий безвірник — газета, орган Київської окружної ради войовничих безвірників (з 1929 року), орган Київської міськради союзу войовничих безвірників (з 1931 року). Видавалася з вересня 1929 по травень 1932 рік двічі на місяць українською мовою.